# Navalacruz
Navalacruz è un comune spagnolo di 274 abitanti situato nella comunità autonoma di Castiglia e León.